# Хоровлу
Хоровлу (азерб. Horovlu) — село в составе одноимённой административно-территориальной единицы Джебраильского района Азербайджана, расположенное на равнине, в 8 км к востоку от города Джебраил.

## Этимология
Согласно Энциклопедическому словарю топонимов Азербайджана, название села происходит от названия села Хоров в Иранском Азербайджане, выходцы из которого, переселившись сюда в XIX веке, и основали село.

## История

### Период Российской империи
В годы Российской империи село входило в состав Джебраильского уезда Елизаветпольской губернии. По данным Свода статистических данных о населении Закавказского края, извлеченных из посемейных списков 1886 года в селе Гаровлу Гаровлинского сельского округа было 184 дыма и проживало 894 азербайджанца (указаны как «татары»), которые были крестьянами.

### Период Азербайджанской ССР
В период Азербайджанской ССР село входило в состав Гаровлинского сельсовета Джебраильского района. 
По данным издания «Административное деление АССР», подготовленного в 1933 году Управлением народно-хозяйственного учёта Азербайджанской ССР (АзНХУ), по состоянию на 1 января 1933 года в селе Хоровлу, являвшемся центром Хоровлинского сельсовета (сёла Чапанд, Папы), Джебраильского района, проживало 934 жителя и было 187 хозяйств. 99,8% населения сельсовета составляли тюрки (азербайджанцы).
В 1986 году в селе проживало 1410 человек. Население села занималось животноводством, возделыванием пшеницы, виноградарством и шелководством. В селе были расположены средняя школа, дом культуры, библиотека и медицинский пункт.

### Первая и вторая карабахская война
В результате Первой карабахской войны в августе 1993 года Хоровлу перешло под контроль непризнанной Нагорно-Карабахской Республики.
В период первой карабахской войны село было полностью разрушено. 
Вечером 4 октября 2020 года в эфире государственного телеканала AzTV президент Азербайджана Ильхам Алиев в обращении к народу заявил, что азербайджанская армия взяла девять сёл Джебраилского района: Кархулу, Шукюрбейли, Черекен, Дашкесан, Хоровлу, Махмудлу, Джафарабад, Юхары-Маралян и Дажал. 
BBC сообщил, что все взятые, по данным Азербайджана, на юге сёла, судя по спутниковым снимкам, лежат в руинах и полностью или почти полностью заброшены с тех пор, как в начале 1990-х годов азербайджанское население их покинуло, спасаясь от наступавших армян.

## Восстановление села
4 мая 2023 года село посетил президент Азербайджанской Республики Ильхам Алиев, приняв участие в церемонии закладки фундамента села.
2 мая 2024 года в Государственном комитете по работе с беженцами и вынужденными переселенцами Азербайджана заявили, что в рамках реализации первой госпрограммы по «Великому возвращению» село Хоровлу отстраивается, во второй половине года в село планируется возвращение 334 семей.
Общая площадь села составит 248 гектар. Село рассчитано на 3 470 человек.
На октябрь 2024 года ведётся строительство 334 частных домов, школы, детского сада, объектов общественного питания.
Восстановлена существовавшая ранее система кяризов.